# Гуммель, Юрий Вильгельмович
 Гуммель Юрий (Гюнтер) Вильгельмович (8 мая 1927 — 26 ноября 2021) — советский и немецкий, скульптор-станковист, педагог, музыкант. Заслуженный деятель искусств Казахской ССР (1981).

## Биография
Родился 8 мая 1927 года в немецкой колонии Еленендорф, расположенной в долине азербайджанской реки Гянджа. Учился в детской художественной школе Ханлара. До войны успел закончить два курса Бакинского художественного училища. В 1941 году вся его семья за немецкое происхождение была депортирована в Казахстан. В Караганде Гюнтер был мобилизован в трудовую армию, где в нечеловеческих условиях проработал несколько лет на одной их шахт Караганды. После войны Гуммель устраивается работать заведующим клубом на одной из шахт. Пожелав продолжить специальное образование в Москве, он получил отказ за принадлежность к «немецкому контингенту». В КазИЗО, выполняя скульптурные работы, Гуммель сам серьёзно начал работать над повышением своего профессионализма. Им создан в Караганде ряд монументов, портретов. Уже в 1947 году художник получил вторую премию за бюст Джамбула, а в 1958 году — вступил в члены Союза Художников СССР. Награждён грамотой отдела культуры и исполкома Карагандинского городского Совета депутатов за фрагмент «Сталевары» из горельефа «Металлурги». Совместно с А.Билыком
— автор памятника Нуркену Абдирову. Это был первый крупный памятник в Караганде. Самой крупной работой художника (в соавторстве с московским скульптуром Н.Лавинским) стал гранитный памятник В. И. Ленину, на площади имени 50-летия Октября в г. Караганде (1967—1975 г.г.). Ныне памятник перенесен в район кинотеатра «Ленин». Руке скульптора принадлежит памятник Аппаку Байжанову, мальчика-пастуха, первооткрывателя угольного месторождения в Караганде. В 1991 году художник вместе с семьей уехал в ФРГ на постоянное место жительства.

## Творчество

### Художник-монументалист
- Совместно с А.Билыком- автор памятника лётчику Нуркену Абдирову, (бронза, мрамор),1958
- Памятник В. И. Ленину, гранит, 12 метров, 1975, Караганда, Казахстан
- Рельеф «Вода это жизнь», 1988, Караганда, Казахстан
- Памятник жертвам Второй мировой войны, 1989 Киевка, Казахстан
- Памятник Аппаку Байжанову, 1990, Караганда, Казахстан
- Фонтан «Das Leiden und Heilen»,1997 Бад-Кроцинген, Германия

### Скульптуры
- Рудаки , 1958 Художественный музей Душанбе, Таджикистан
- Бабушка, 1966, гранит
- Фирдоуси, 1987
- Генрих Фогелер в СССР, гипс, 1989
- Генрих Фогелер, бюст, бронза, 1989, Третьяковская галерея, Москва
- Генрих Фогелер, бронза, 1991, Музей Баркенхоф, Ворпсведе
- Н. Паганини, бронза, 1991, Художественный музей Караганда, Казахстан; Министерство Культуры Бонн, Германия
- Лев Толстой, 1993
- Нес фон Эзенбек, Христиан Готфрид Даниэль мемориальная доска, бронза, 1995 год, Дворец Райхенберг, Райхельсхаин
- Микеланджело 1996
- А. С. Пушкин, бронза, 2011
- Генрих Фогелер идет в Москву, бронза, 2011, Музей Баркенхоф, Ворпсведе

### Выставки
1947—2017
принял участие в более, чем 180 выставках в Караганде, Алма-Ате, Москве, Ленинграде, Праге, Баку, Ворпсведе, Дюсcельдорфе, Вольфсбурге, Берлине, Мюнхене, Штуттгарде, и т. д.
- 1947 — первая областная выставка художников Караганды, Караганда
- 1956 — первая художественная выставка художников Казахского художественного фонда, Караганда
- 1961 — Всесоюзная художественная выставка, Москва
- 1977 — персональная выставка «К 50-летию со дня рождения и 25-летию творческой деятельности», Караганда
- 1983 — международная выставка «Художники Казахстана», Прага
- 1987 — персональная выставка «К 60-летию со дня рождения и 35-летию творческой деятельности», Караганда
- 2003 — 9. Международная выставка «Живопись и скульптура», Кольмар (Франция)
- 2017 «Театр в скульптуре. Скульптура в театре». «От отца к сыну — два поколения, два направления, два стиля» к 90-летию скульптора Гюнтера Гуммеля совместно с сыном — Гарри Гуммелем (Театральным художником). Берлин. Русский Дом Науки и Культуры

## Награды
- 1957 — За создание памятника В. И. Ленину, крупнейшего гранитного монумента вождю на территории СССР, получил звание Лауреата Государственной премии СССР
- 1971 — Медаль к 100-летию со дня рождения В. И. Ленина
- Заслуженный деятель искусств Казахской ССР (1981)
- 1987 Занесен в «Книгу Почёта» Карагандинской области, присуждено звание Почётный гражданин города Караганды

## Галерея

Памятник Нуркену Абдирову
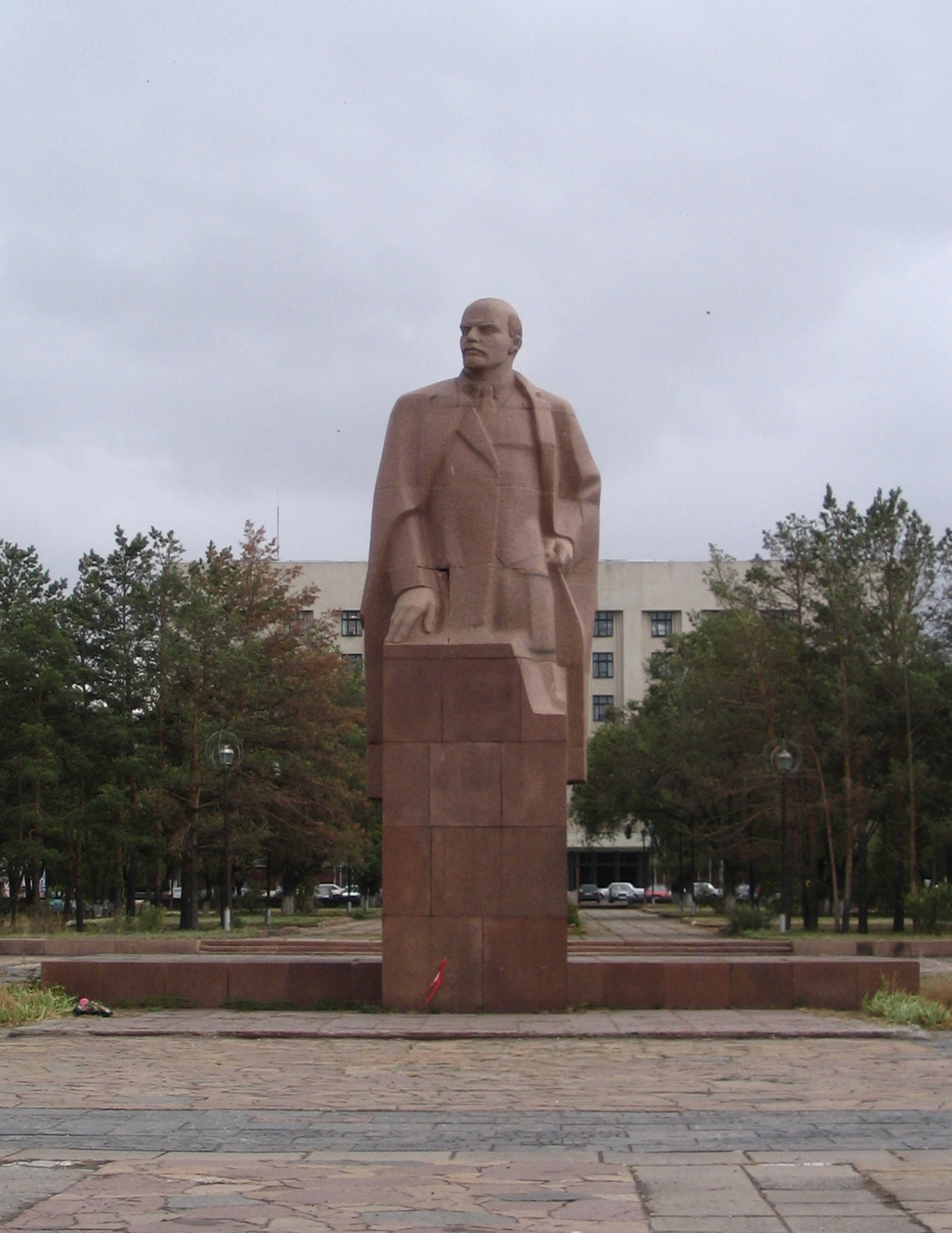
Памятник Ленину (Караганда)
Памятник Аппаку Байжанову
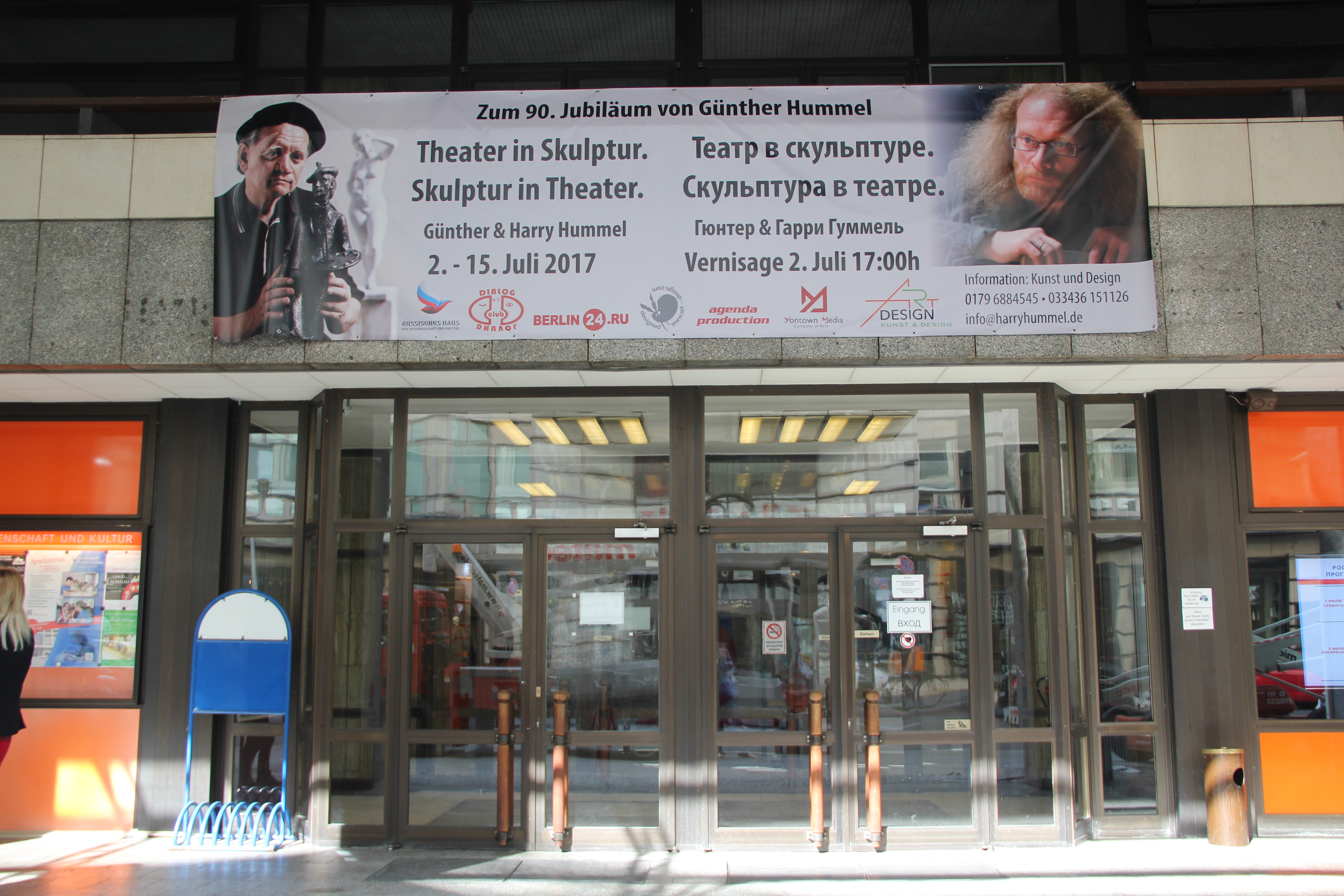
к 90-летию Гюнтера Гуммеля Театр в скульптуре. Скульптура в театре.

«Казахская Государственная Художественная галерея»,
Путеводитель, Алма-Ата, 1956.
• Канапин А. К. «Искусство Казахстана», Алма-Ата, 1958.
• Варшавский Л. И.,Кудрявцев А. «Выставка скульптуры», «Искусство», No 7, No 9, 1967, Москва
• Гаврилова Е. П. «Караганда шахтёрская», «Искусство», No 7, 1971, Москва
• Иванина Н. И. «Герои в скульптуре», «Нойес лебен», 14.02.1977, Москва
• Боргер В. «Камень оживает», «Фройндшафт», 10.05.1977, Алма-Ата
• Варкентин Е. «Открыть прекрасное в человеке», «Нойес лебен», 14.12.1977, Москва
• Зябкин Н. И. «Сотворчество», «Советская культура», 16.05.1980, Москва
• Иванина Н. И. «Памятник В. И. Ленину в Караганде», «Искусство» No 12, 1980, Москва
• Хлопова Л. «Вечно живой образ», «Искусство Казахстана», Алма-Ата, 1982.
• Егоршев А. С. «Интервью со скульптором Гуммелем Ю.», «Нойес лебен», 02.02.1983, Москва
• Сафарова А. Д. «Работают художники Караганды», «Декоративное искусство», No 10, 1985, Москва
• Попов Ю. «Последняя тайна Генриха Фогелера», «Индустриальная Караганда» No 118 (5711), 03.10.1989.
• Сафарова Г. «Все таланты в гости к нам», «Индустриальная Караганда», 10.01.1991.
• E. Warkentin Titelbild mit 6 Fotografi en und Artikel, «Neues Leben», 13.02.1991.
• L. Deismann «Im nächsten Jahr geht es zu Vogelers Grab», «Weser Kurier» Nr. 78, 02.04.1991.
• Дейсманн Э. «На будущий год — на могилу Г. Фогелера», «Вюмме цайтунг», 02.04.1991, ФРГ.
• E. Duve «Vogeler in Russland», «Weser Kurier» Nr. 22(126), 02.06.1991.
• M. Winkler «Eine Ehrengrabstätte in der kargen Steppe», «Weser Kurier» am Sonntag, 05.07.1992.
• E. Warkentin «Über und für die Deutschen», «Neues Leben», 30.09.1992.
• «Deutsche Künstler aus Russland», «Volk auf dem Weg» Nr. 11, 1992.
• Dr. H. Wiens «Deutsche Künstler aus Russland», «Volk auf dem Weg», 1992.
• E. Duve «Ich möchte alles besser verstehen können», Interview «Wümme Zeitung» 26.01.1993.
• E. Warkentin «Blick in die Gedenkstätte», «Neues Leben», 1993.
• A. Ritter "Ausstellung in der Alten Schäfermühle — «Bilder und Skulpturen», «Badische Zeitung», 23.06.1993
• «Ausstellung in der Alten Schäfermühle», «Badische Zeitung» Nr. 141, 26.06.1993.
• J. Dölfs «Das Porträt», «Bad Krozinger Magazin», 06.1993.
• H. Wurzer «Der Landrat und die Kunst», «Badische Zeitung» Nr. 266, 18.10.1993.
• E. Warkentin «In meinem Schaff en gab es nie eine Pause», «Ost-West Dialog», 1993.
• Василевская Е. «Творчество: Новая волна, старая волна…», «Индустриальная Караганда», 30.06.1994.
• «Günther Hummel zum 70 Geburtstag», «Bad Krozingen aktuell», 22.05.1995.
• M. Donner «Ein neuer Brunnen», «Südlicher Breisgrau» Nr. 161, VSU, 15.06.1995.
• M. Donner «Ein neuer Brunnen», «Badische Zeitung», 14.07.1995.
• M. Donner «Quell der Freude», «Reblandkurier», 16.07.1995.
• M. Stiel "10 Jahre Partnerschaft mit Greoux Les — Bains, Esparron de
• M. Stiel "10 Jahre Partnerschaft mit Greoux Les — Bains, Esparron de Verdon, «Sind Grund genug zu feiern», «Gemeinde Anzeigen, Bad Krozingen» Nr. 46, 16.10.1995.